# شعاع ۱۸۸۱
سیارک ۱۸۸۱ (به انگلیسی: 1881 Shao، نامگذاری:1940PC) هزار و هشتصد و هشتاد و یکمین سیارک کشف شده‌است که در ۳ اوت ۱۹۴۰ و در هایدلبرگ کشف شد.
قدر مطلق سیارک برابر ۱۱٫۱۰ است.